# Grijperkraanbaggerschip

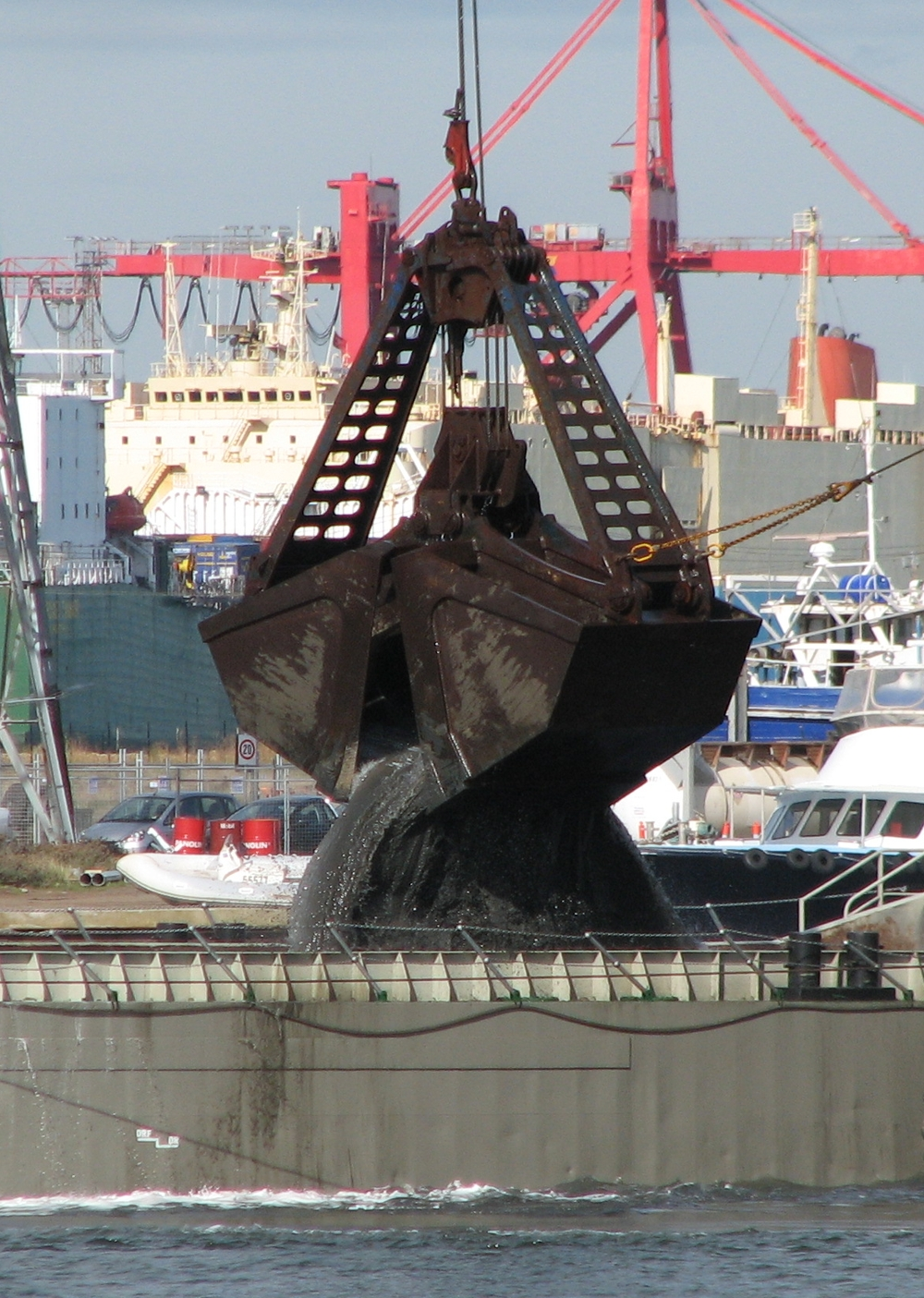
Zandknijper

Met een grijperkraanbaggerschip wordt een baggerschip bedoeld dat met een kraan is uitgerust en zo met behulp van een graafbak op een mechanische wijze grond van de bodem opschept en dat vervolgens in zijn eigen laadruim of in een andere, langszij liggende bak overlaadt.
Daar er verschillende typen kranen hiervoor worden aangewend, is binnen deze categorie van grijperkraanbaggerschepen de volgende in de baggerenindustrie gebruikte onderverdeling te maken, waarvan de eerste twee achterhaalde technieken zijn:
1. de frontshovel dipperdredger (baggeren door middel van een ouderwetse draadgraafkraan)
2. de dragline (baggeren door middel van een draadkraan)
3. kraanschepen (baggeren door middel van een hijskraan)
4. dipperdredgers (ook wel backhoe's) (baggeren door middel van een hydraulische graafkraan)
5. balance dippers (baggeren door middel van een balanskraan)